# Bysarna
Bysarna är en gotländsk speedway-klubb som fram till och med 2007 hade sin hemmaarena på Galgberget i Visby.

## Historik

### Bakgrund
1921 bildades Gotlands motorförening, GMF.
Åtta år senare bildades Gotlands motorcykelklubb, GMCK. Fram till andra världskriget arrangerade klubben ett antal "jordlopp", bland annat på Gutavallen i Visby.
Krigsutbrottet innebar svårigheter att hålla klubbverksamheten vid liv. Föreningen upplöstes och medlemmarna togs över av GMF. Efter kriget återuppstod GMCK och började ånyo med jordbanelopp.

### Storhetstid och nedgång
1966, efter framgångar i VM-finalen på Ullevi i Göteborg, började GMCK fundera på att sätta samma ett serielag i speedway. Laget fick namnet Bysarna och inledde sin verksamhet året efter i division 3. Redan 1971 var man uppe i allsvenskan och tog där som nykomligar speedwayguld. Det blev guld även 1972 och 1975.
Efter några år i näst högsta serien återkom Bysarna 1986 i eliten. 1988 vann man SM-guld.
1998 kom klubben på tionde och sista plats i tabellen och flyttades ner en serie. 2001 gjorde man ett nytt ettårigt besök i högsta serien.

### Från Galgberget till Hejdeby
2004 kom det till konflikt mellan Bysarna och Gotlands kommun. Klubben ville inte lämna sin hemmaarena på Galgberget (där kommunen ville bygga bostäder), om de inte fick annan mark att bygga en ny bana på. 2007 kördes den sista tävlingen på Galgberget. och 2013 försvann de sista resterna av den gamla banan.
2009 fick klubben erbjudande om att få bygga en ny bana i Hejdeby. Efter förvärvet 2012 byggde klubben en mindre bana för sin ungdomsverksamhet.

## Meriter
- SM-guld: 4 (1971, 1972, 1975, 1988).

## Källhänvisningar
1. 1 2 3 4 5 6  "Historia". Arkiverad 29 november 2014 hämtat från the Wayback Machine. Svenskalag.se Läst 20 november 2014.
2. ↑  "Bysarna vill vara kvar på Galgberget". Sverigesradio.se, 2006-08-07. Läst 20 november 2014.
3. ↑  "Striden med kommunen början till slutet för Bysarna?". Sverigesradio.se, 2004-02-19. Läst 20 november 2014.
4. ↑  "Bysarna tog farväl på Galgberget". Sverigesradio.se, 2007-08-16. Läst 20 november 2014.
5. 1 2  Svensson, Eleonor (2013-02-18): "Speedway på Galgberget ett minne blott". Arkiverad 29 november 2014 hämtat från the Wayback Machine. Helagotland.se Läst 20 november 2014.
6. ↑  ”Ny speedwaybana tar form i Hejdeby”. https://sverigesradio.se/sida/artikel.aspx?programid=94&artikel=5005257. Läst 29 september 2020.